# Epipagis mopsalis
Epipagis mopsalis là một loài bướm đêm trong họ Crambidae.